# Emma Roldán
Emma Roldán Reyna (San Luis Potosi, 3 febbraio 1893 – Città del Messico, 29 agosto 1978) è stata un'attrice e costumista messicana.

## Biografia
Inizia a lavorare nel cinema nel 1921, si trasferisce a Hollywood dove spesso le pellicole avevano una versione per il pubblico americano e un'altra versione per il pubblico spagnolo.
Dopo questa esperienza si trasferisce in Messico dove pur non trovando ruoli da protagonista diventa una delle caratteriste più amate dal pubblico e più versatili sul grande schermo.
A questa attività si unisce anche quella di costumista per diverse pellicole grazie agli studi fatti a Parigi.
Con l'arrivo della televisione partecipa a diverse telenovelas di successo fino alla sua morte avvenuta a causa di un infarto nel 1978.

## Filmografia

### Attrice
- La María, regia di Máximo Calvo Olmedo, Alfredo del Diestro (1922)
- El impostor, regia di Lewis Seiler (1931)
- ¿Conoces a tu mujer?, regia di David Howard (1931)
- Soñadores de gloria, regia di Miguel Contreras Torres (1932)
- Una vida por otra, regia di John H. Auer (1932)
- Revolución, regia di Miguel Contreras Torres e Antonio Moreno (1933)
- El anónimo
- Sobre las olas, regia di Miguel Zacarías (1933)
- El prisionero 13, regia di Fernando de Fuentes (1933)
- La calandria, regia di Fernando de Fuentes (1933)
- La noche del pecado, regia di Miguel Contreras Torres (1933)
- El compadre Mendoza, regia di Juan Bustillo Oro, Fernando de Fuentes (1934)
- La rivolta del Messico (Juárez y Maximiliano), regia di Miguel Contreras Torres e Raphael J. Sevilla (1934)
- Corazón bandolero, regia di Raphael J. Sevilla (1934)
- ¡Viva México!, regia di Miguel Contreras Torres (1934)
- Dos monjes, regia di Juan Bustillo Oro (1934)
- Clemencia, regia di Chano Urueta (1935)
- Monja casada, virgen y mártir, regia di Juan Bustillo Oro (1935)
- El fantasma de medianoche, regia di Raphael J. Sevilla (1939)
- La locura de Don Juan, regia di Gilberto Martínez Solares (1940)
- Il forzato di Tolone (Los miserables), regia di Fernando A. Rivero (1943)
- Appuntamento con la morte (One Way Street), regia di Hugo Fregonese (1950)
- Carcere di donne (Carcel de mujeres), regia di Miguel M. Delgado (1951)
- El vestido de novia, regia di Benito Alazraki (1959)